# 康韋 (新罕布什爾州)
康韋（英語：Conway）是一個位於美國新罕布什爾州卡羅爾縣的鎮。

## 人口
根據2020年美國人口普查的數據，康韋的面積為185.80平方千米，當中陸地面積為180.00平方千米，而水域面積為5.80平方千米。當地共有人口9822人，而人口密度為每平方千米53人。